# Guijo de Ávila
Guijo de Ávila – gmina w Hiszpanii, w prowincji Salamanka, w Kastylii i León, o powierzchni 13,46 km². W 2011 roku gmina liczyła 98 mieszkańców.